# Jīng Fáng
Jīng Fáng (pinyin: Jīng Fáng, Wade-Giles: Ching Fang, Puyang, 78 aC - 37 aC), nascut Li Fang (李房), nom de cortesia Junming (君明), fou un musicòleg, astrònom i matemàtic xinès.

## Musicologia
Segons l'historiador del segle iii Sima Biao, Jīng Fáng va ser citat com a funcionari a l'Oficina de Música de l'Emperador Yuan de Han.
Jīng Fáng va ser el primer en adonar-se'n que una successió de 53 quintes justes s'aproxima molt a 31 octaves. Va observar-ho després d'aprendre com calcular la coma pitagòrica entre 12 quintes justes i 7 octaves (mètode que fou publicat vora l'any 122 aC al Huainanzi, un llibre escrit per Liu An, el príncep de Huainan), i va estendre aquest mètode quintuplicant-lo a una escala de 60 quintes, trobant així 53 nous valors que s'apropaven molt a tones que ja s'havien calculat.
Va aconseguir fer aquest càlcul començant amb un valor de partida adequat prou gran ({\displaystyle 3^{11}=177147}) que es podia dividir fàcilment per tres, i va procedir amb el càlcul dels valors relatius als tons successius amb el mètode següent:
1. Dividir el valor per tres. {\displaystyle 177147/3=59049}
2. Sumar el valor obtingut a l'original. {\displaystyle 177147+59049=226196}
3. El valor obtingut és doncs to {\displaystyle 4/3} de l'original, és a dir una quarta justa, que equival al complementari a octava d'una quinta justa. (Alternativament podia substreure {\displaystyle 1/3} de l'interval, equivalent a disminuir una quinta justa, per tal de mantenir tots els valors per sobre 177147 o per sota 354294 (el doble), transposant-los així tots al rang d'una única octava.)
4. Procedir en acabat a partir d'aquest nou valor per generar el següent to. El procés es repeteix fins a haver-los generat tots.

Per generar un càlcul exacte caldrien 26 dígits d'exactitud. En comptes d'això, com que arrodonia als 6 digits, els seus càlculs presenten 0.0145 cents d'exactitud. Aquesta diferència és molt menor als rangs normalment perceptibles. El valor final que va donar per la raó entre aquesta 53ena quinta i l'original va ser de {\displaystyle 177147/176776}.
Segles més tard, aquest valor va ser calculat de manera més precisa per Nicolaus Mercator al segle xvii.

## Astronomia
Fou també defensor de la teoria que la llum emesa per la Lluna era tan sols una reflexió de la llum del Sol. En paraules de Jīng Fáng:
| « | La Lluna i els planetes són Yin; tenen forma però no tenen llum. Només en reben quan el Sol les il·lumina. Els antics mestres consideraven el Sol rodó com una bala de ballesta i creien que la Lluna era com un mirall. Alguns identificaren la Lluna també com una bala. Les parts de la Lluna que el Sol il·lumina es veuen brillants, aquelles que no il·lumina romanen fosques. | » |

## Mort
Està registrat que fou decapitat al mercat l'any 37 aC per ordre de l'emperador acusat d'haver llançat falses acusacions d'haver incomplert la llei a un alt funcionari.